# Чёрная крыса
Чёрная кры́са (лат. Rattus rattus) — млекопитающее рода крыс отряда грызунов.

## Внешний вид
Чёрная крыса в среднем меньше серой крысы. Взрослые особи имеют длину тела 15—22 см и массу 130—300 г. Хвост густо покрыт волосами; обычно он длиннее тела, до 28,8 см (133 % длины тела). Мордочка у неё уже, а ушные раковины больше и круглее, чем у пасюка. Для чёрных крыс Европы характерен естественный полиморфизм окраски меха; чаще всего встречаются два варианта окраски:
- верх тела тёмно- или чёрно-коричневый с зеленоватым металлическим блеском остевых волос; на боках окраска светлеет; брюшная сторона пепельно- или грязно-серая;
- окраска верха тела как у серой крысы, но обычно светлее и желтее; брюшная сторона беловатая, иногда желтоватая.

Чешуйчатый хвост равномерно окрашен сверху и снизу. Южные формы в целом крупнее и светлее северных. Череп хорошо отличается от черепа пасюка дугообразной изогнутостью теменных гребней. Кариотипических форм четыре (см. ниже), гибриды между ними обладают пониженной плодовитостью.

## Распространение и формы

Ареал распространения чёрной крысы. Глубоким зеленовато-жёлтым выделен предполагаемый первоначальный ареал обитания

Чёрная крыса распространена космополитично: обитает в Европе, в большинстве стран Азии, Африке, Америке, Австралии. Распространение вне тропической и субтропической Азии и Средиземноморья, однако, не сплошное, а связано преимущественно с портовыми городами. Ключ к пониманию истории её расселения дало изучение кариотипа. Были выявлены 4 основных кариотипических формы чёрной крысы:
- азиатская — 42 хромосомы,
- цейлонская — 40 хромосом,
- океанийская — 38 хромосом,
- маврикийская — 42 хромосомы.

Считается, что азиатская форма, широко распространённая в Восточной и Юго-Восточной Азии, а также в Индии и Афганистане (изолированная популяция в 1982 году была найдена в Мексике), является исходной. От неё, путём слияний хромосомных пар произошли сначала цейлонская, затем океанийская формы. Первая из них сейчас обитает на острове Шри-Ланка; вторая с помощью человека расселилась практически по всему свету. Центром её происхождения считают Южную Индию. Маврикийская форма, обнаруженная на острове Маврикий, возникла от завезённых на остров океанийских чёрных крыс в результате разделения двух пар метацентрических хромосом.
Судя по ископаемым остаткам, этот (или близкий) вид крыс уже в плейстоцене обитал на Ближнем Востоке и в Средиземноморье. В отношении времени появления чёрных крыс в Европе нет единого мнения, однако они были уже достаточно известны в античный период. К началу XVII века стали обычным видом во многих странах Европы, включая центральные районы России. Чёрная крыса не смогла в полной мере освоить территории умеренной Азии и Северной Америки, так как здесь её теснила серая крыса. (В Австралии, напротив, климат оказался благоприятен для чёрной крысы и неблагоприятен для серой). Южные популяции Евразии, где чёрная крыса может круглогодично жить в природе (в том числе южный Крым, черноморское побережье Кавказа, Закавказье) считаются не результатом вторичного заселения, а плейстоценовым реликтом.

### По регионам

#### Чёрная крыса на территории России (СССР)
В пределах России распространена в Европейской части России, исключая север, а также на побережье Тихого океана; имеются единичные находки в Восточной Сибири. На европейской части ареала распространена от Архангельска до Кавказа. Встречается не повсеместно, отсутствует на больших территориях, включая большую часть Московской, Ленинградской областей. Восточнее Урала не встречается; лишь на восточном берегу Каспия отмечена в портах Мангышлака (Форт-Шевченко, Баутино) и в Красноводске, куда, видимо, завозится из восточного Закавказья. Чёрные крысы отлавливались в портовых городах Дальнего Востока, Сахалина, Камчатки, Шикотана и Командорских о-вов. По железным дорогам проникает в Уссурийск, Комсомольск-на-Амуре, Хабаровск и Благовещенск. Независимых от человека поселений чёрной крысы в России не описано.

## Образ жизни
Этот теплолюбивый, по происхождению тропический вид, на большей части ареала связан с жилищами человека, предпочитает приморские города и населённые пункты по берегам крупных рек. Природные биотопы в течение круглого года населяет только в условиях мягкого климата (включая черноморское побережье Кавказа). В отличие от пасюка менее связан с водой, населяет леса, сады и заросли кустарников до 1500 м над уровнем моря (Закавказье). Временных переселений в природные биотопы, как пасюк или домовая мышь, не совершает.
Способность к активному расселению у неё ниже, чем у серой крысы. Обычно пассивно расселяется с помощью водного транспорта. Для чёрных крыс очень типично постоянное обитание на морских и речных кораблях; здесь она преобладает над пасюком, составляя не менее 75 % от общего числа корабельных крыс. На суда проникает как активно, по швартовам и трапам, так и пассивно — с грузами. В жилищах человека, в отличие от пасюка, придерживается верхних этажей вплоть до чердачных помещений; таким образом, при совместном обитании эти виды разобщены территориально. Раньше, когда в деревнях крыши делали из соломы, чёрные крысы очень часто поселялись в них; отсюда одно из названий вида — кровельная крыса. В канализации встречается редко. Является естественным компонентом природных экосистем Кавказа и Крыма. В условиях синантропного проживания никакого влияния на природную среду не оказывает.
В природе нор, как правило, не роет, а обитает в дуплах или устраивает на деревьях шарообразные гнёзда из веток, похожие на гнёзда сорок. Очень хорошо лазает, в природе нередко ведёт полудревесный образ жизни, но плавает редко. Активна преимущественно ночью. Подобно серым крысам, чёрные крысы живут группами, в которые входят взрослые особи обоего пола и молодняк. Внутри группы устанавливаются иерархические отношения с доминированием одного самца. Две или три самки обычно доминируют над остальными членами группы за исключением старшего самца. Чёрные крысы менее агрессивны, чем пасюки; самки агрессивней самцов. В случае опасности они стараются скрыться от преследователя, и лишь будучи пойманы, пускают в ход зубы.

### Питание
В природе в питании чёрных крыс преобладают растительные корма (семена, орехи, плоды). Животная пища (беспозвоночные) играет небольшую роль. А на кораблях и в постройках человека питаются тем же, чем и люди. В день одна крыса съедает 15 г пищи и выпивает 15 мл воды.

### Размножение
Плодовитость чёрных крыс несколько ниже, чем у пасюка и домашней мыши, что сказывается на её конкурентоспособности. Самки приносят не более 5 помётов в год; в природных стациях, даже в условиях тёплого климата, чёрные крысы зимой не размножаются, поэтому в природе число помётов ограничено 2—3. Величина выводка колеблется от 2 до 11 детёнышей, она выше у крыс, живущих в постройках. Пик размножения приходится на лето-осень; в октябре число беременных самок резко падает. Беременность длится 21—29 дней; новорождённые слепые и голые. Глаза у них открываются на 15 день. Самостоятельными крысята становятся на 3—4 неделю; половой зрелости достигают в 3—5 месяцев. Значительная часть прибылых крыс ранних помётов успевает дать 1 приплод в год своего рождения.
Продолжительность жизни в природе — всего год, со смертностью 91—97 %. В неволе доживают до 4 лет.

## Статус популяции и значение для человека
Чёрная крыса — широко распространённый и многочисленный вид, достигший процветания благодаря хозяйственной деятельности человека, которая обеспечила этого грызуна укрытиями, кормом и возможностью расселения. Тем не менее, за последние 200 лет ареал чёрной крысы в умеренной полосе Европы резко сократился и фрагментировался. Считается, что чёрную крысу вытесняет более крупный, плодовитый, агрессивный и выносливый пасюк, однако конкурентные отношения между двумя видами крыс возникают только при совместном обитании внутри человеческих построек. В природных условиях они из-за несовпадения экологических ниш не конкурируют. Отрицательного влияния на природные сообщества не оказывает, численность не подвержена вспышкам. В природе чёрные крысы служат добычей некоторых хищных млекопитающих, дневных хищных птиц и сов; в постройках их уничтожают кошки, собаки,хищные птицы и человек.
Экономический вред, причиняемый чёрной крысой, сходен с тем, который приносит пасюк: она уничтожает и портит продукты питания, повреждает здания, мебель и т. п. К ядам более стойка, чем серая крыса. Благодаря привычке жить на кораблях и паразитирующим на грызунах блохам чёрная крыса широко разносила разные инфекции, в том числе чуму. Кроме чумы переносит лептоспирозы, висцеральный лейшманиоз, сальмонеллёз, трихинеллёз, иерсиниоз и другие болезни.
Как и серые крысы, чёрные могут приспосабливаться к жизни в неволе, однако приручить их намного сложнее, чем пасюков; также они плохо размножаются в условиях неволи. В Великобритании в 1920-1930-е годы осуществлялись попытки выведения домашних форм чёрной крысы, но эти животные не пользовались популярностью у любителей грызунов по сравнению с одомашненными пасюками (хотя доподлинно известно о том, что селекционерам удалось вывести крыс с разными окрасами), а в годы Второй мировой все племенные линии оказались безвозвратно утрачены. Позже, в 1980-1990-е годы, британские энтузиасты попытались одомашнить чёрную крысу повторно, но к тому времени данный вид стал очень редок не только в Великобритании, но и во всей Европе, к тому же крысоводы столкнулись с вышеупомянутыми проблемами приручения и размножения, вследствие чего от этой идеи было решено отказаться и в дальнейшем никаких попыток по одомашниванию больше не предпринималось.